# Код доступа «Кейптаун»
«Код доступа „Кейптаун“» (англ. Safe House) — остросюжетный боевик шведского режиссёра Даниэля Эспиносы. Главные роли в фильме исполнили актёры Дензел Вашингтон и Райан Рейнольдс. Мировая премьера состоялась 10 февраля 2012 года (в России — 9 февраля).
На роль Мэтта Уэстона рассматривались Шайа Лабаф, Тейлор Китч, Крис Пайн, Сэм Уортингтон, Гаррет Хедлунд, Зак Эфрон, Ченнинг Татум, Крис Хемсворт и Джейк Джилленхол. Съёмки проходили в Кейптауне.

## Сюжет
Главный герой — агент ЦРУ Мэтт Уэстон (Райан Рейнольдс) живёт вместе со своей подругой Анной (Нора Арнезедер) в городе Кейптауне. Анна уезжает в Париж, а Мэтт решает вскоре приехать к ней. Герою уже надоела скучная жизнь, как вдруг ему приказывают допросить легендарного агента ЦРУ Тобина Фроста (Дензел Вашингтон). Фрост по неизвестной причине вышел из-под контроля и связался с преступными синдикатами. Во время допроса на Уэстона с Фростом нападают неизвестные и собираются убить. Тобин уговаривает Мэтта убежать, и герои спасаются от террористов. После этого Фрост скрывается.
Мэтт решает начать расследование, чтобы узнать причину охоты ЦРУ на Тобина. Он узнаёт о торговцах секретной информацией, с которыми Фрост поддерживал связь. В этом ему помогает сотрудник агентства Кэтрин Линклейтер (Вера Фармига). Однако в ходе одной из стычек Кэтрин погибает. Уэстон всё-таки выходит на Фроста, однако получает серьёзное ранение в очередной перестрелке. Тобин понимает, что Мэтта уже не спасти и рассказывает ему, что на его флешке под кожей записана секретная информация о ЦРУ, которую он и собирается передать. Ведь множество спецслужб мира погрязли в коррупции, поэтому об этом должен узнать весь мир.
Тобин уходит, Мэтт чудом не умирает, однако героя похищают неизвестные. Узнав об этом, Фрост решает спасти друга и отправляется по его следам. Фросту удаётся спасти героя, однако он сам погибает. Перед смертью Тобин отдаёт Мэтту флешку. Герой анонимно публикует информацию о  ЦРУ, исполнив волю умершего.
Тем временем в Париже Анна сидит с друзьями в кафе. Внезапно появляется Мэтт, и они встречаются взглядами. Анна улыбается ему, а герой уходит прочь.

## В ролях
| Актёр            | Роль                                 |
| ---------------- | ------------------------------------ |
| Дензел Вашингтон | Тобин Фрост                          |
| Райан Рейнольдс  | Мэтт Уэстон                          |
| Вера Фармига     | Кэтрин Линклейтер                    |
| Брендан Глисон   | Дэвид Барлоу                         |
| Сэм Шепард       | Харлан Уитфорд                       |
| Рубен Блейдс     | Карлос Филлар                        |
| Нора Арнезедер   | Ана Моро                             |
| Роберт Патрик    | Дэниэл Кифер                         |
| Лиам Каннингем   | Алек Уэйд                            |
| Юэль Киннаман    | Келлер                               |
| Фарес Фарес      | Варгас                               |
| Себастьян Роше   | Роберт Хайсслер (в титрах не указан) |
| Стивен Бишоп     | морская охрана                       |
| Стивен Райдер    | аналитик ЦРУ                         |
| Танит Феникс     | хозяйка дома                         |